# 홍준기 (배우)
홍준기(1992년 8월 16일~)는 대한민국의 배우, 모델이다.

## 학력
- 상명대학교 스포츠건강과학과

## 경력
- 2016년 잡지 Geek Campus 모델
- 2016년 잡지 Nobless Magazine 모델
- 2017년 F / W 헤라 서울패션위크 CARUSO 모델
- 2017년 서울컬렉션 장광효 모델
- 2018년 리마인드 앙드레 김 패션쇼 모델
- 2019년 F / W 헤라 서울패션위크 CARUSO 모델

## 출연

### 방송

#### 드라마
- 2020년 유튜브 《다정하게, 안녕히..》 - 오윤수 역
- 2021년 SBS 《아모르 파티 - 사랑하라, 지금》 - 서형진 역

#### 예능
- 2016년 SBS 《슈퍼모델 선발대회》 - 참가자

### 영화
- 2019년 《원펀치》 - 준기 역

### 공연

#### 연극
- 2021년 《오백에 삼십》 - 배변 역
- 2022년 《저기요》 - 원지혁 역
- 2022년 《연극 라면》 - 한만수 역
- 2022년 《건달은 개뿔》 - 쌍칼 역
- 2023년 《쉬어매드니스》 - 오준수 역

### 광고
- 엘리시안제주 웨딩
- 하이네켄 스타디움

## 수상
- 2016년 슈퍼모델 선발대회 2위